# Light novel
Ne doit pas être confondu avec Visual novel.

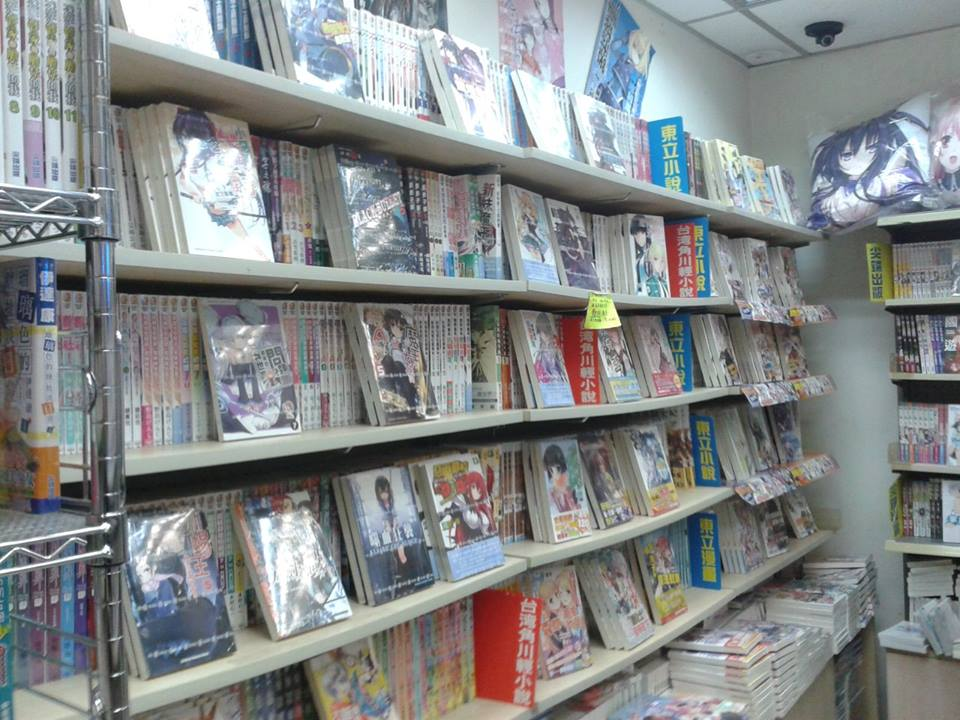
Rayon de light novels dans une librairie à Macao.

Un light novel (ライトノベル, raito noberu, litt. « roman léger » ; par ext. « roman illustré »), parfois abrégé ranobe (ラノベ) ou LN en Occident, est un type de roman japonais destiné à un public de jeunes adultes. Le terme light novel est un wasei-eigo, un mot japonais formé à partir de mots de la langue anglaise.

## Style d'écriture
Les light novels sont écrits dans une optique de distraction populaire, et leur style est donc souvent très différent des romans destinés aux seuls adultes. Typiquement, les light novels utilisent des paragraphes courts et sont écrits sous la forme de dialogues.
Ces œuvres ne dépassent généralement pas 40 à 50 000 mots, et sont le plus souvent agrémentées d'illustrations. Tout comme les mangas, les light novels sont généralement d'abord prépubliés par chapitres dans un magazine avant d'être regroupés et vendus au format bunkobon.
Les light novels utilisent généralement plus de furigana que les œuvres pour adultes, pour deux raisons : 
- les furigana aident les jeunes lecteurs qui n'ont pas encore une maîtrise complète des kanjis ;
- les auteurs ont remis au goût du jour[réf. nécessaire] l'utilisation des furigana pour donner une lecture (prononciation) aux kanjis différente de celle qui est la leur habituellement. Ces lectures peuvent être inspirées de mots étrangers ou être complètement inventées. Cette technique, utilisée pour donner plusieurs niveaux de sens à certains mots, est rendue possible par le fait que chaque kanji (ou groupe de kanjis) possède à la fois un sens linguistique et une série de prononciations. Le même phénomène est également largement présent dans les mangas.

Par exemple, Toaru Majutsu no Index s'écrit « とある魔術の禁書目録 » avec en furigana « インデックス » (Index) au-dessus des 4 derniers kanjis, alors que « 禁書目録 », littéralement index des livres interdits, est normalement prononcé kinshomokuroku.

## Principe
Les light novels étaient initialement d'abord publiés dans des magazines littéraires tels que Faust, Gekkan dragon age, The Sneaker, Dengeki hp, Comptiq et Dengeki G's. Toutefois, depuis le milieu des années 2000 et avec le développement du marché des light novels, la publication directe prend de plus en plus d'ampleur.
Les œuvres populaires japonaises sont souvent présentes dans plusieurs médias. Souvent, une même franchise existe sous forme de light novel, de manga et d'anime, chacune des trois formes pouvant être celle de départ. De plus, le portage sous un autre média peut être aussi bien une adaptation qu'une suite ou une préquelle. Kämpfer existe sous les trois formes, chacune étant une adaptation de la même histoire, et les light novels sont la version originale. Kimagure Orange Road a fait l'objet d'une suite sous forme de light novels des années après la sortie de l'anime et des mangas.
Le format textuel s'y prêtant, les light novels donnent souvent de nombreux détails complémentaires sur l'univers de l'histoire.
La traduction à l'international des light novels est plus rare que celle des anime et des mangas, même quand ils appartiennent à une franchise qui a du succès à l'exportation. On peut citer les romans Evangelion -ANIMA-, non traduits alors que l'anime Neon Genesis Evangelion est célèbre dans le monde occidental. Même les traductions d'amateurs de la série sont très rares, en comparaison de celles des mangas.
Parmi les titres les plus connus, on peut citer Shakugan no Shana, Read or Die, Spice and Wolf ou encore La Mélancolie de Haruhi Suzumiya et Sword Art Online.

## Marché

### Au Japon
Les light novels sont très populaires au Japon[réf. souhaitée], et les éditeurs cherchent de nouveaux talents avec des concours annuels[réf. souhaitée], dont la plupart offrent au vainqueur un prix en argent ainsi que la publication de leur œuvre. Le Dengeki Novel Prize est le plus grand de ces concours, avec plus de 2 000 candidats chaque année. 
Les light novels sont généralement imprimés sur du papier de basse qualité et vendus à un prix réduit. Par exemple, La Mélancolie de Haruhi Suzumiya se vend à 514 yens (+ 5 % de taxe) au Japon. Le 23 juin 2011, Anime News Network annonçait que le premier volume avait été vendu à plus d'un million d'exemplaires, un record pour un light novel.
En 2007, un site subventionné par le gouvernement japonais a estimé que le marché des light novels valait environ 20 milliards de yen et qu'environ 30 millions de tomes étaient imprimés chaque année. Le groupe Kadokawa, qui possède des éditeurs majeurs tels que Kadokawa Sneaker Books et Dengeki Books, représente à lui seul 70 % à 80 % de ce marché.

### En France
En France, plusieurs maisons d'édition spécialisées dans le domaine du light novel existent : 
- Ofelbe
- LaNovel Édition
- Mahô Éditions
- Tobikawa Bunko
- Meian

### Aux États-Unis
Aux États-unis, la maison d'édition Yen Press est spécialisée dans la vente de mangas et de light novels. Elle propose des traductions anglaises. Les formats des light novels sont diversifiés. Souvent, l'éditeur tend à se rapprocher du format japonais avec un format de poche avec les mêmes caractéristiques citées plus haut à la différence du prix. À l'heure actuelle, le prix d'un light novel vendu par Yen Press est supérieur à 10 euros.